# Antidesma petiolatum
Antidesma petiolatum är en emblikaväxtart som beskrevs av Airy Shaw. Antidesma petiolatum ingår i släktet Antidesma och familjen emblikaväxter. Inga underarter finns listade i Catalogue of Life.